# Polignac, Charente-Maritime
Polignac là một xã trong tỉnh Charente-Maritime trong vùng Nouvelle-Aquitaine tây nam nước Pháp. Xã này nằm ở khu vực có độ cao trung bình 110 mét trên mực nước biển.
Sông Seugne tạo phần lớn ranh giới phía đông của xã.

## Lịch sử dân số
| Năm  | Dân số | Mật độ | Phần trăm của tổng |
| ---- | ------ | ------ | ------------------ |
| 1962 | 189    | -      | -                  |
| 1968 | 182    | -      | -                  |
| 1975 | 175    | -      | -                  |
| 1982 | 125    | -      | -                  |
| 1990 | 119    | -      | -                  |
| 1999 | 108    | 23/km² | 1.76%              |